# 히가시쿠니 모리히로
히가시쿠니 모리히로(일본어: 東久邇 盛厚, 1917년 5월 6일 ~ 1969년 2월 1일)는 일본의 구황족, 일본 제국 육군의 군인이다. 황족 시절의 명칭은 모리히로 왕(일본어: 盛厚王)이며, 제2차 세계 대전 후 황족의 신분에서 이탈하여 평민이 되었다. 쇼와 천황의 장녀 히가시쿠니 시게코의 남편이다.

## 생애
1917년(다이쇼 5년) 5월 6일 도쿄부에서 태어났으며, 아버지는 황족 히가시쿠니노미야 나루히코 왕, 어머니는 메이지 천황의 딸 히가시쿠니 도시코이다. 모리히로는 가쿠슈인과 일본 육군사관학교, 일본 육군대학교를 졸업하고 육군 군인으로 복무하였으며, 1939년(쇼와 14년)에는 할힌골 전투에 장교 신분으로 참전하였다. 이후 1943년(쇼와 18년) 쇼와 천황의 장녀 시게코 내친왕과 결혼하였고, 1945년(쇼와 20년) 육군 소좌 신분으로 종전을 맞이하였다. 1947년(쇼와 22년) 부인 시게코와 장남 등과 함께 황족에서 이탈(신적강하)하여 평민이 되었고, 이름도 히가시쿠니 모리히로로 바뀌었다.
평민이 된 후에는 일본은행, 홋카이도 탄광 기선 등에서 근무하였고, 1963년(쇼와 38년) 제도고속도교통영단의 감사가 되었다. 그 외에 라틴아메리카협회 이사, 일본도미니카협회 회장, 해외일본인협회 평의원 등도 역임하였다. 1961년(쇼와 36년) 7월 부인 히가시쿠니 시게코가 사망하였고, 1964년(쇼와 39년) 오랜 친구였던 데라오 요시코와 재혼하였다.
1969년(쇼와 44년) 2월 1일 향년 53세(만 51세)를 일기로 사망하였다.

## 가족 관계
- 아버지 : 히가시쿠니 나루히코(東久邇稔彦, 1887~1990)
- 어머니 : 히가시쿠니 도시코(東久邇聡子, 1896~1978)
  - 동생 : 모로마사 왕(師正王, 1918~1923)
  - 동생 : 아와타 아키쓰네(粟田彰常, 1920~2006)
  - 동생 : 다라마 도시히코(多羅間俊彦, 1929~2015)
- 장인(외사촌) : 제124대 쇼와 천황(昭和天皇, 1901~1989, 재위:1926~1989)
- 장모(친사촌) : 고준 황후(香淳皇后, 1903~2000)
  - 첫번째 부인 : 히가시쿠니 시게코(東久邇成子, 1925~1961)
    - 장남 : 히가시쿠니 노부히코(東久邇信彦)
    - 장녀 : 후미코 여왕(文子女王)
    - 차남 : 히가시쿠니 히데히코(東久邇秀彦)[주 1]
    - 3남 : 히가시쿠니 나오히코(東久邇真彦)
    - 차녀 : 히가시쿠니 유코(東久邇優子)

  - 두번째 부인 : 히가시쿠니 요시코(東久邇佳子)
    - 4남 : 히가시쿠니 아쓰히코(東久邇厚彦)[주 2][4]
    - 5남 : 히가시쿠니 모리히코(東久邇盛彦)

## 사진

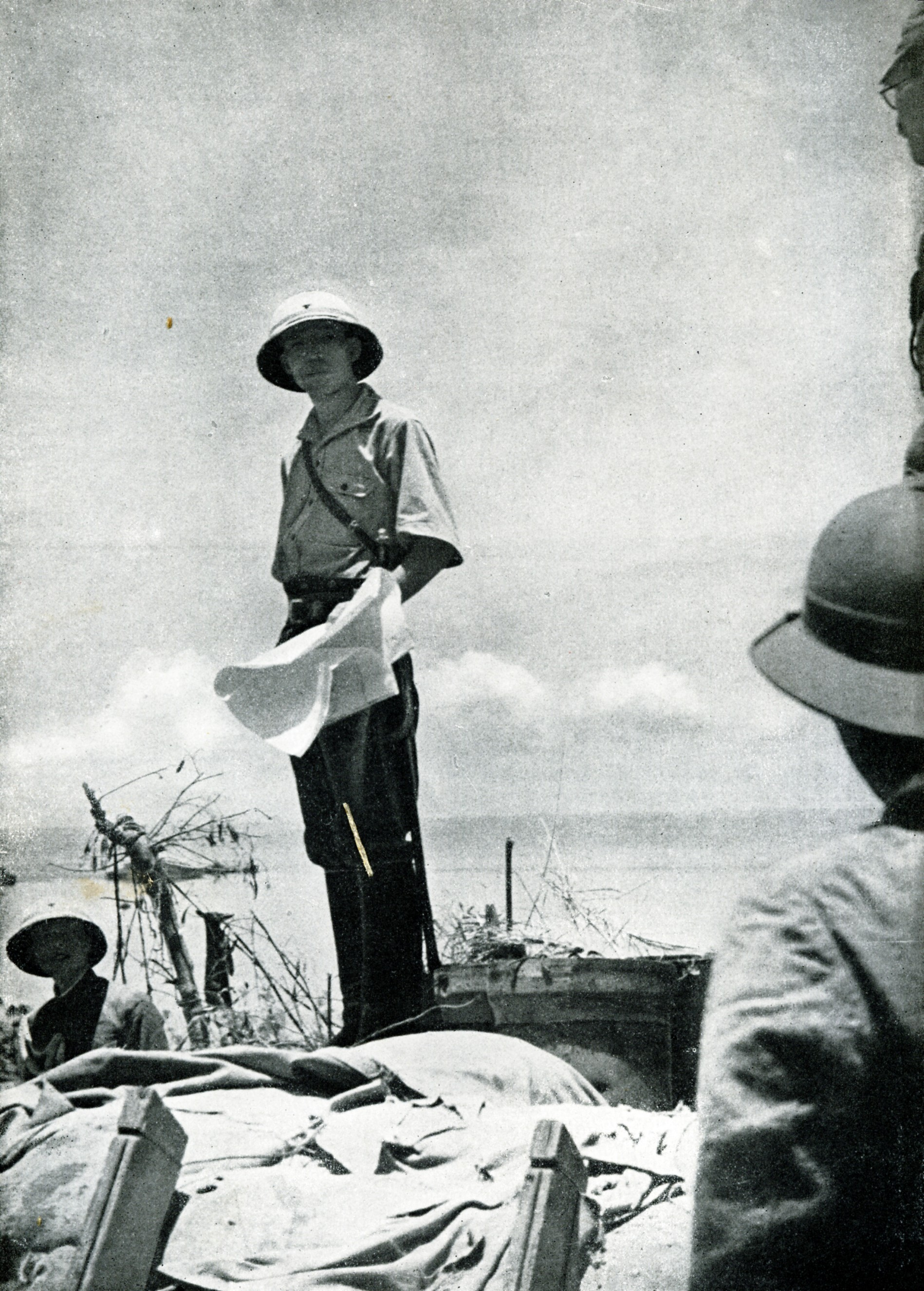
필리핀 파견 당시의 모리히로(1943년)
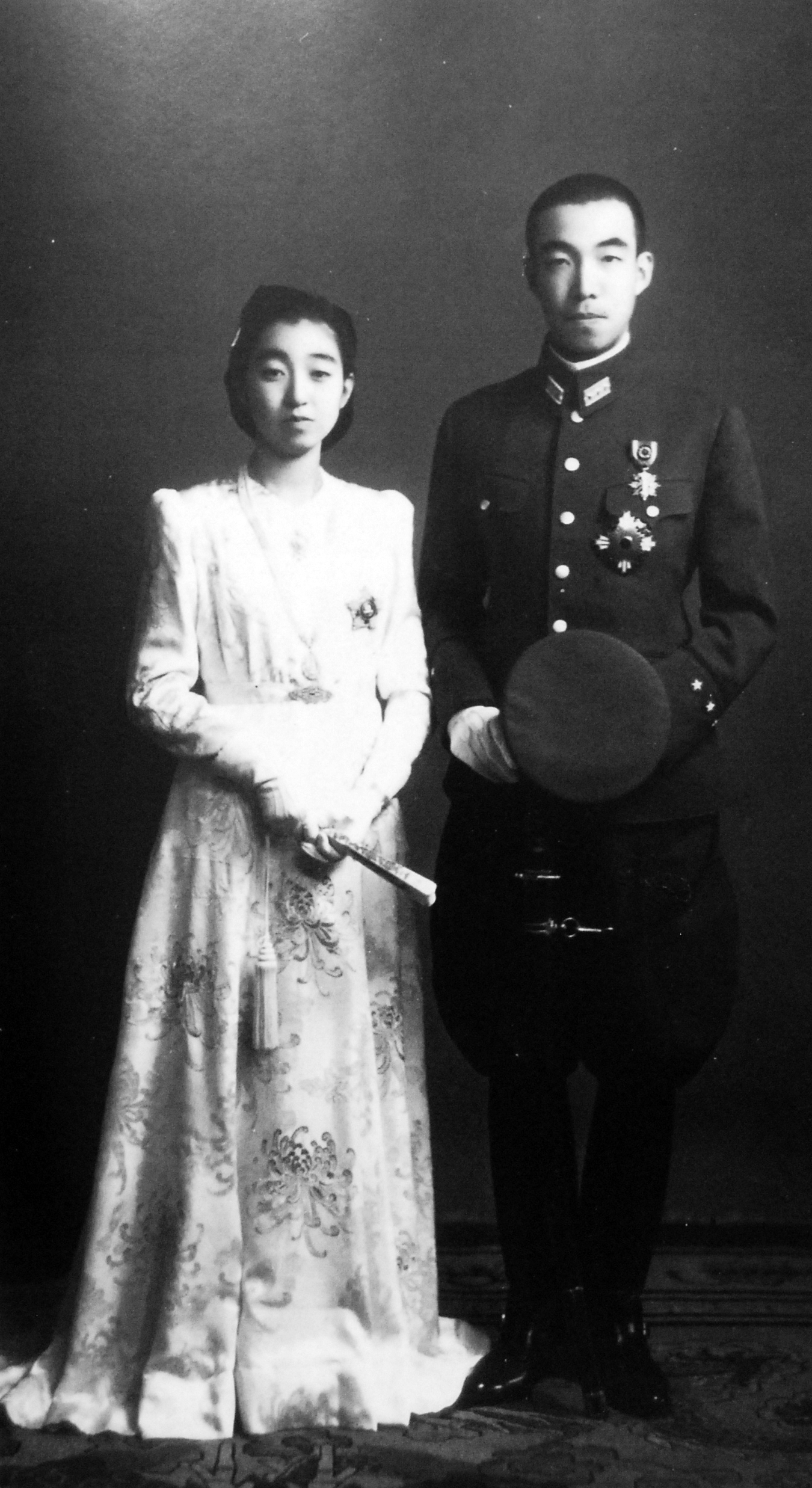
부인 시게코와 모리히로(1943년)